# Atsushi Kisaichi
Atsushi Kisaichi (jap. 私市 淳 Kisaichi Atsushi; ur. 23 lutego 1972 w Tokio) – japoński seiyū związany z agencją Aoni Production.

## Wybrane role głosowe
- 1992: Shin-chan – Yūji
- 1994: Piłka w grze – Tōru Endo
- 1994: Slam Dunk – Miura
- 1994: Dragon Ball Z –
  - reporter,
  - obywatel
- 1994: Sailor Moon S –
  - chłopak B,
  - Chin-Chin Tei
- 1994: Marmalade Boy – Alex
- 1995: Sailor Moon SuperS – edytor#2
- 1996: Dragon Ball GT –
  - Ōb,
  - Ax,
  - mężczyzna w sklepie
- 1996: Sailor Moon Sailor Stars –
  - gospodarz,
  - prezenter,
  - rezydent
- 1998: Yu-Gi-Oh! –
  - uczeń,
  - Hirata
- 1999: Pokémon – Isao
- 2002: Kanon – Yuichi Aizawa
- 2002: Princess Tutu – Pualo
- 2003: Planetes – Corin
- 2003: Bobobo-bo Bo-bobo – Kazutaka
- 2003: Mermaid Melody Pichi Pichi Pitch – Yuya Ishibashi
- 2004: Detektyw Conan – Yasuo Fujino
- 2005: Suki na mono wa suki dakara shōganai!! – Gaku Ichikawa
- 2006: Code Geass: Lelouch of the Rebellion –
  - Nagata,
  - Shougo Asahina,
  - terrorysta
- 2006: Colourcloud Palace – Hakumei Heki
- 2007: Gintama – Kyoushirō
- 2007: D.Gray-man – Robert
- 2007: Detektyw Conan – mężczyzna
- 2007: One Piece – komornik
- 2008: Code Geass: Lelouch of the Rebellion –
  - Luciano Bradley,
  - Shougo Asahina
- 2014: Tonari no Seki-kun – nauczyciel matematyki